# Uithoorn
Uithoorn (anhörenⓘ) ist eine Gemeinde in der niederländischen Provinz Nordholland.

## Geografie
- Ortsteile sind De Kwakel und Uithoorn.

## Politik

### Sitzverteilung im Gemeinderat
Seit 1982 setzt sich der Gemeinderat von Uithoorn wie folgt zusammen:
| Partei                      | Sitze | Sitze | Sitze | Sitze | Sitze | Sitze | Sitze | Sitze | Sitze | Sitze | Sitze |
| Partei                      | 1982  | 1986  | 1990  | 1994  | 1998  | 2002  | 2006  | 2010  | 2014  | 2018  | 2022  |
| --------------------------- | ----- | ----- | ----- | ----- | ----- | ----- | ----- | ----- | ----- | ----- | ----- |
| Gemeentebelangen            | 2     | 3     | 3     | 5     | 6     | 5     | 4     | 3     | 4     | 5     | 8     |
| DUS! GroenLinks en D66      | –     | –     | –     | –     | –     | –     | –     | 4     | 3     | 4     | 6     |
| VVD                         | 6     | 5     | 4     | 5     | 6     | 6     | 6     | 7     | 5     | 5     | 4     |
| CDA                         | 6     | 5     | 6     | 4     | 3     | 5     | 4     | 3     | 3     | 2     | 2     |
| PvdA                        | 3     | 4     | 3     | 2     | 2     | 3     | 5     | 3     | 2     | 1     | 2     |
| Groen Uithoorn              | –     | –     | –     | –     | –     | –     | –     | –     | 1     | 1     | 1     |
| Ons Uithoorn                | –     | –     | –     | –     | –     | –     | –     | 1     | 3     | 3     | –     |
| ChristenUnie                | –     | –     | –     | –     | –     | –     | –     | 0     | –     | –     | –     |
| GroenLinks                  | –     | –     | 1     | 1     | 3     | 1     | 2     | –     | –     | –     | –     |
| D66 a                       | 1     | –     | 2     | 2     | 1     | 1     | 0     | –     | –     | –     | –     |
| OndUith                     | –     | –     | –     | –     | 0     | –     | –     | –     | –     | –     | –     |
| Progressieve Samenwerking a | –     | 2     | –     | –     | –     | –     | –     | –     | –     | –     | –     |
| PPR a                       | 1     | –     | –     | –     | –     | –     | –     | –     | –     | –     | –     |
| PSP a                       | 0     | –     | –     | –     | –     | –     | –     | –     | –     | –     | –     |
| Gesamt                      | 19    | 19    | 19    | 19    | 21    | 21    | 21    | 21    | 21    | 21    | 23    |

Anmerkungen

### Bürgermeister
Seit dem 1. März 2018 ist Pieter Heiliegers (VVD) zunächst kommissarischer, seit dem 24. Januar 2019 amtierender Bürgermeister der Gemeinde. Zu seinem Kollegium zählen die Beigeordneten Marvin Polak (VVD), Hans Bouma (Gemeentebelangen), Ria Zijlstra (DUS! GroenLinks en D66) sowie der Gemeindesekretär Maurits Voorhorst.

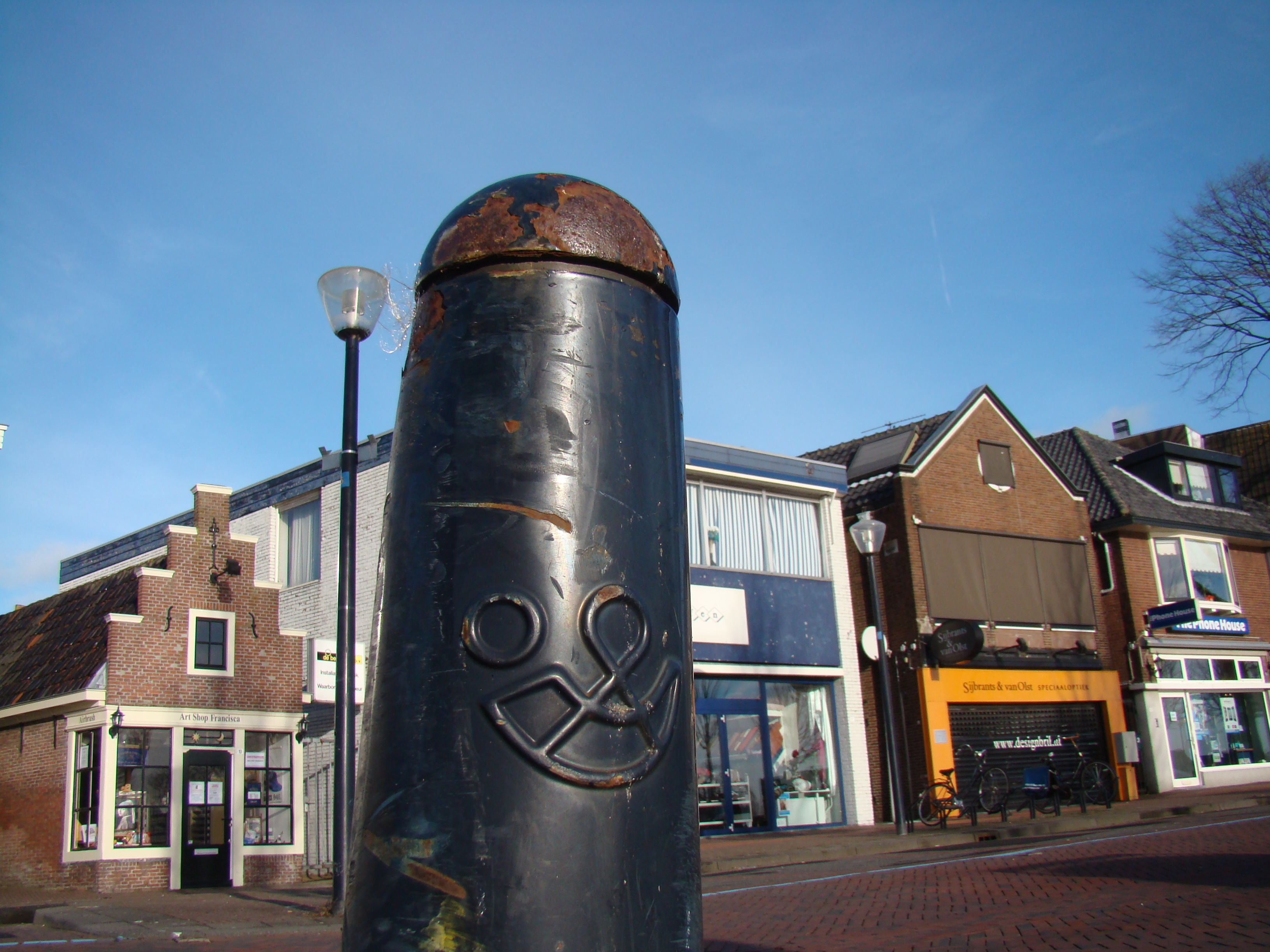
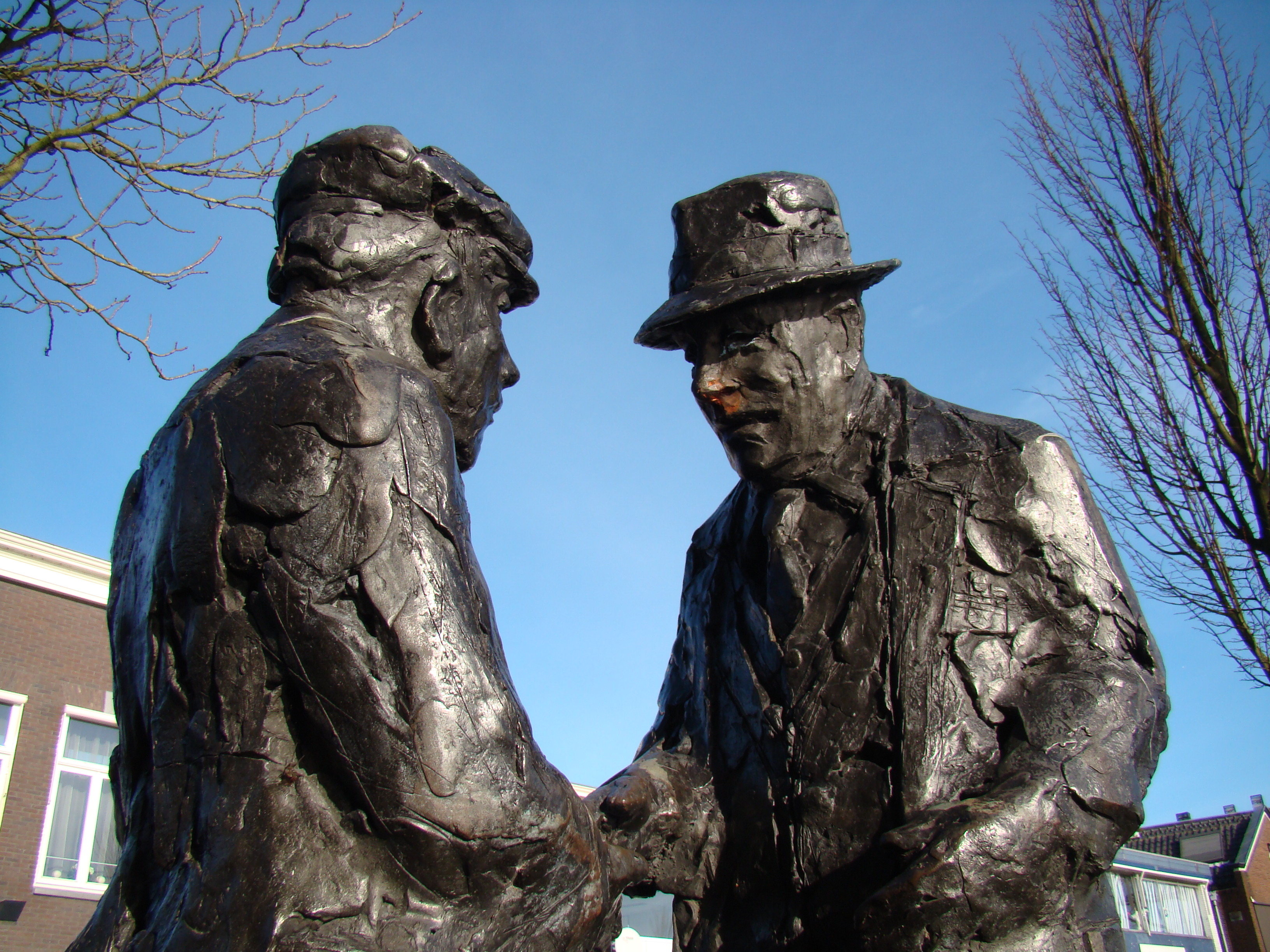
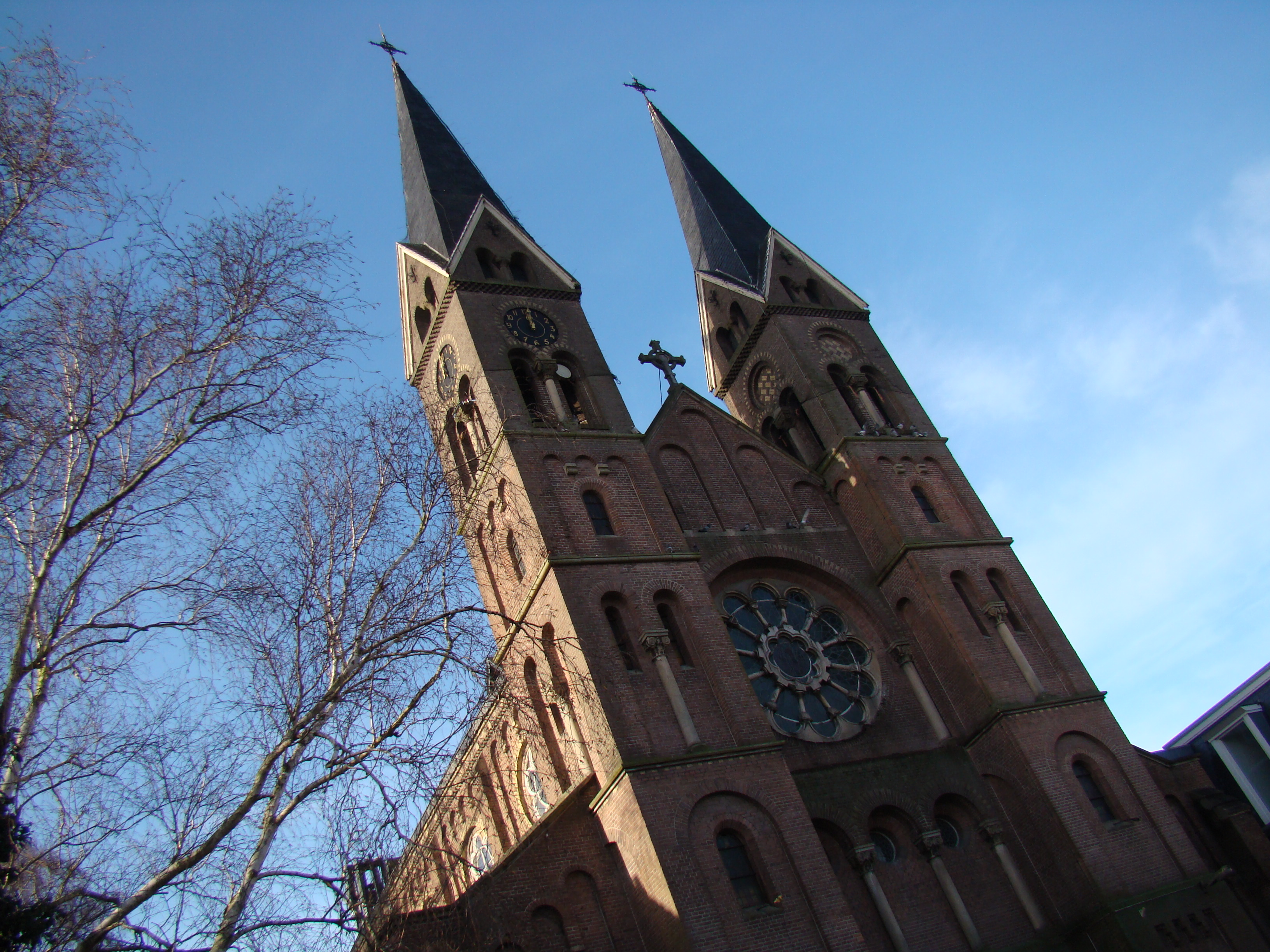
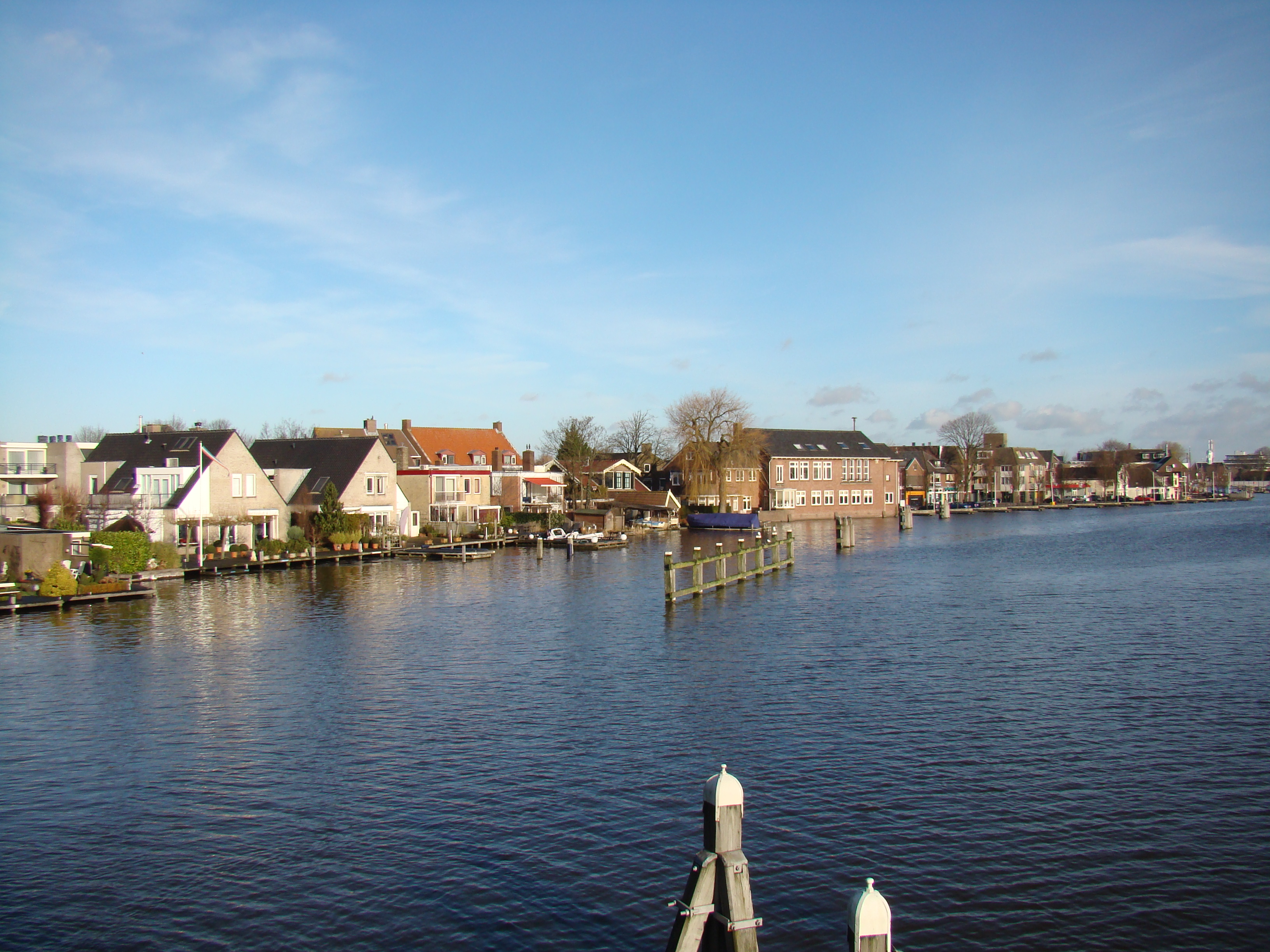

## Persönlichkeiten (Auswahl)
- Ruud Koopmans (* 1961), Sozialwissenschaftler und Hochschullehrer für Soziologie
- Eva Lubbers (* 1992), Sprinterin